# Roberto Nsangua
Roberto Mbaio Nsangua (ur. 2004) – angolski zapaśnik walczący w stylu klasycznym. Brązowy medalista igrzysk afrykańskich w 2023. Srebrny medalista mistrzostw Afryki w 2024. Wicemistrz Afryki juniorów w 2023 roku.  